# دوكاه
دوكاه لفظ فارسي بمعنى الثاني في الترتيب، وهو في الموسيقا اسم للوتر الثالث في العود، واسم نغمة مطلقة أيضاً، ويعنى بها الثانية في ترتيب نغمات الجنس القوي المسمى اصطلاحاً راست، في المنطقة الوسطى صعوداً من النغمة الأساسية راست.

## المصدر
1. ↑  "دوكاه". الموسوعة العربية الميسرة. موسوعة شبكة المعرفة الريفية. 1965 م. مؤرشف من الأصل في 4 سبتمبر 2013. اطلع عليه بتاريخ أيلول 2013. {{استشهاد ويب}}: تحقق من التاريخ في: |تاريخ الوصول= و|تاريخ= (مساعدة)صيانة الاستشهاد: BOT: original URL status unknown (link)